# Guy Siner
Guy Siner (16. oktober 1947, New York City) er en amerikanskfødt engelsk skuespiller bedst kendt for sin rolle som Løjtnant Hubert Gruber i den britiske Tv-serie 'Allo 'Allo!, der indspilledes i årene fra 1982 til 1992. Efter TV-serien endte arbejdede Siner en overgang i USA, hvor han boede i Los Angeles, Californien. Han er siden returneret til Storbritannien og bor nu i Chesham i Buckinghamshire. Siner har også medvirket i afsnit af TV-serierne: Jeg, Claudius som Pylades (1976), Babylon 5 (1997), Seinfeld som Mandel (1995), You Rang, M'Lord? som Noël Coward (1990), The Brittas Empire som Philip Silverman (1994), Martial Law som Dr. Dreece (1999), Diagnosis: Murder (1999), Secret Army (1979), Star Trek: Enterprise som Stuart Reed (2002) og i to Doctor Who-afsnit som Ravon i Genesis of the Daleks (1975). Han spillede også en mindre rolle i spillefilmen Pirates of the Caribbean: Den sorte forbandelse. Desuden, så har Siner lagt stemme til fire Star Wars-spil.